# Ibn Battuta Mall
Pour le centre commercial de Tanger, voir Ibn Batouta Mall.

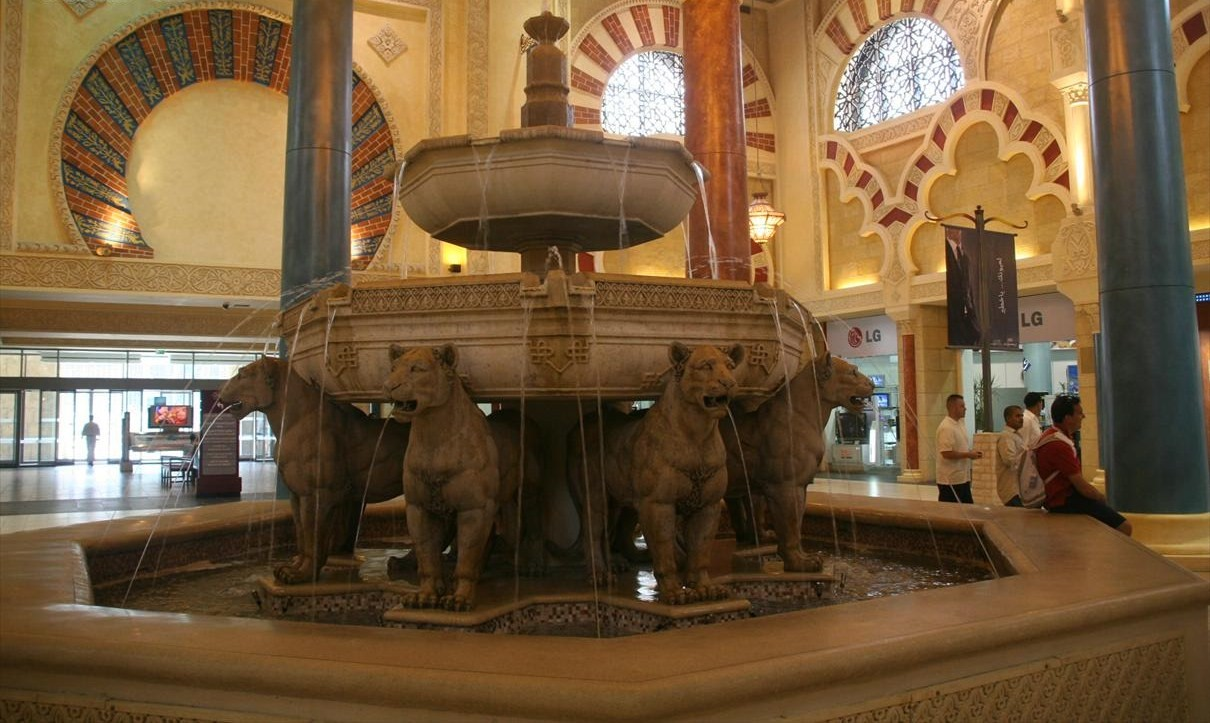
Une cour intérieure s’inspirant de la cour des lions de l’Alhambra dans Ibn Battuta Mall.

Ibn Battuta Mall est un centre commercial situé entre le centre-ville de Dubaï et la zone franche de Jebel Ali et baptisé en l’honneur d’Ibn Battûta, explorateur et voyageur marocain Berbère né en 1304 au Maroc, le « Marco Polo » du monde islamique.

## Présentation
Sur 290 000 m2, ce centre commercial thématique offre une architecture intérieure qui varie depuis Al-Andalus, la Tunisie, l’Égypte des Fatimides, la Perse des Séfévides, l’Inde de l’empire moghol, jusqu’à la Chine de la Dynastie Yuan, proposant aux consommateurs de refaire, symboliquement, le périple qui conduisit Ibn Battûta d’un bout à l’autre de l’Ancien Monde à partir de son Maroc natal.
Le groupe Casino y a ouvert un supermarché Géant Casino. Ce supermarché a été racheté en 2017 par le groupe Carrefour.

## Accès

### Transport public
Le centre commercial est desservi par la ligne rouge du métro de Dubaï - la station « Ibn Battuta » est à promixité immédiate. Entre la station de métro et le parking du centre commercial se situe par ailleurs une gare routière desservie par les lignes d'autobus du réseau RTA 8, 91, 91A, 96, F43, F44, F46, F55, F55A, X92 et X94.